# Zanthoxylum acuminatum
Zanthoxylum acuminatum là một loài thực vật có hoa trong họ Cửu lý hương. Loài này được (Sw.) Sw. miêu tả khoa học đầu tiên năm 1797.